# Hyphoraia bicolor
Hyphoraia bicolor är en fjärilsart som beskrevs av Arnold Spuler 1906. Hyphoraia bicolor ingår i släktet Hyphoraia och familjen björnspinnare. Inga underarter finns listade i Catalogue of Life.